# Розрив труб

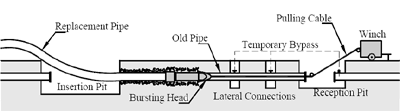
Заміна труби з використанням методу «Розрив труб».

Розрив труб — це безтраншейний метод заміни заглиблених трубопроводів (таких як каналізаційні, водопровідні або газові труби) без необхідності традиційної будівельної траншеї. «Спусково-приймальні котловани» замінюють траншею, необхідну для звичайного укладання труб.
У свердловинних технологіях цей метод використовується для заміни старих та пошкоджених трубопроводів без необхідності витягування їх із свердловини. Застосовуються спеціальні інструменти, які гідравлічно розривають старі труби, а нові труби протягуються на їх місце. Цей метод є швидким і витратним ефективним способом заміни трубопроводу.
Розрив труб також може бути використаний для збільшення пропускної спроможності трубопроводу шляхом заміни менших труб більшими або «збільшення». Масштабна дослідницька робота в газовій і водопровідній промисловості продемонструвала доцільність модернізації газопроводів, водопроводів і каналізації. Збільшення діаметру зі 100 мм до 225 мм тепер добре запроваджено, а труби діаметром до 36 дюймів і більше були замінені.

## Інтернет-ресурси
- http://www.istt.com The International Society for Trenchless Technology
- http://www.sstt.se Scandinavian Society for Trenchless Technology